# Міхал Губник
Міхал Губник (чеськ. Michal Hubník, нар. 1 червня 1983) — чеський футболіст, що грав на позиції нападника. По завершенні ігрової кар'єри — тренер. Виступав за низку чеських клубів і варшавську «Легію», а також національну збірну Чехії. Володар Кубка Польщі й Кубка Чехії.

## Клубна кар'єра
У професійному футболі Міхал Губник дебютував 1998 року виступами за команду «Дрновиці», в якій грав до 2000 року. У 2000 році футболіст перейшов до клубу «Сігма» (Оломоуць), у якому грав до 2004 року. У 2004—2005 роках Губник грав у складі клубу «Опава».
У 2005 році Міхал Губник повернувся до клубу «Сігма», в якому цього разу грав до 2011 року. Протягом 2011—2012 років футболіст грав у оренді в польському клубі «Легія», у складі якого став володарем Кубка Польщі. У 2012 році футболіст повернувся до «Сігми», де цього ж року став володарем Суперкубка Чехії. У 2013 році Губник перейшов до клубу «Яблонець», у якому в цьому ж році став володарем Кубка Чехії та Суперкубка Чехії. У 2015 році футболіст завершив виступи на футбольних полях.

## Виступи за збірні
У 2003 році Міхал Губник дебютував у складі юнацької збірної Чехії віком до 20 років, за яку провів 11 матчів.
У 2010 році Губник дебютував в офіційних матчах у складі національної збірної Чехії, у 2010—2011 роках провів у її складі 4 матчі.

## Кар'єра тренера
У 2018 році Міхал Губник розпочав тренерську кар'єру, очоливши тренерський штаб клубу «Валашське Межирічі». У 2018—2019 роках колишній футболіст очолював тренерський штаб клубу «Вікторія» (Отроковіце), а в 2020 році очолив клуб «Фрідек-Містек», у 2020—2021 роках був одним із тренерів команди «Фрідек-Містек».

## Титули і досягнення
- Володар Кубка Польщі (1):

«Легія»: 2011–2012
- Володар Кубка Чехії (1):

«Яблонець»: 2012–2013
- Володар Суперкубка Чехії (2):

«Сігма» (Оломоуць): 2012
«Яблонець»: 2013